# Min Khayi
W tym birmańskim imieniu Min jest zwrotem grzecznościowym
Min Khayi (birm. မင်းခရီ; Wymowa birmańska:IPA mɪ́ɴ kʰəjì, Wymowa arakańska: IPA máɴ kʰəɹì; znany także pod imieniem Ali Khan; 1392–1459) – król Arakanu od roku 1433 do 1459.
Rozpoczął swoje panowanie jako wasal Bengalu i w roku 1437 skutecznie zjednoczył całe wybrzeże Arakanu (jednego z dzisiejszych stanów Mjanmy). Następnie wykorzystał w pełni polityczne zamieszanie, jakie zapanowało w Bengalu zajmując Ramu, najbardziej na południe wysunięte terytorium jego niegdysiejszego suzerena i docierając na północy aż do Ćottogramu. W roku 1455 jego królestwo zostało ostatecznie uznane przez Ava, które przez długi czas ingerowało w sprawy Arakanu, jako państwo zwierzchnie. Jego trwające 25 lat panowanie przyniosło arakańskiemu wybrzeżu bardzo potrzebną stabilizację i przygotowało powstające królestwo do prowadzonej przez jego następców ekspansji.
Najstarsze zachowane dzieło literatury arakańskiej zapisane pismem birmańskim – Rakhine Minthami Eigyin – powstało podczas panowania Min Khayi, w roku 1455.

## Wczesne lata życia
Urodzony w roku 1392 Khayi był synem Razathu II, króla Launggyet znajdującego się na terenie dzisiejszego stanu Arakan. Małe księstwo było pionkiem w grze między swymi większymi sąsiadami – Ava i Hanthawaddy Pegu – zwartymi w trwającej kilka dekad wojnie. Khayi miał w roku 1401 niespełna 9 lat, kiedy zmarł jego ojciec (panujący w latach 1394–1395 oraz 1397–1401). W listopadzie 1406 r. jego przyrodni brat, król Saw Mon III, został wypędzony przez żołnierzy Ava pod dowództwem księcia koronnego Minyekyawswy. Khayi uciekł do Pegu, a jego przyrodni brat do Bengalu.
Podczas pobytu Khayi w Pegu król Razadarit zgodził się na umieszczenie go na tronie Launggyet w roli wasala. Około listopada 1407 r. armia Hanthawaddy w liczbie około 5000 ludzi zaatakowała Arakan i zajęła Launggyet. 16-letni Khayi został marionetkowym królem, podczas gdy rzeczywista władza pozostała przy władcy Pegu, Maung Khwin. Układ taki nie trwał jednak długo. Po kilku miesiącach królestwo Ava wysłało armię pod dowództwem Myinsaing Myoza, która zmusiła do ucieczki siły Pegu. Na początku 1408 r. Khayi uciekł, tym razem do wysuniętych najdalej na północ regionów Arakanu.
Przez dwie następne dekady książę wiódł cichy żywot we wsi znajdującej się w północnym Arakanie i nie podejmował prób powrotu na tron Launggyet. Ożenił się z córką miejscowego bogacza, która urodziła mu syna nazwanego Saw San-Me. Sytuacja uległa zmianie w roku 1429, kiedy jego brat powrócił z Bengalu wraz z armią, aby ponownie objąć tron. W drodze do Launggyet, Saw Mon wdał się w kłótnię z bengalskim generałem Wali Khanem i został przez niego uwięziony. Traf chciał, że miejsce uwięzienia Saw Mona znajdowało się w pobliżu miejsca, gdzie na wygnaniu żył Khayi, który niezwłocznie uwolnił brata. Saw Mon wycofał się do Bengalu, skąd powrócił wraz z kolejną armią przydzieloną mu przez sułtana Jalaluddin Muhammad Shaha. Gdy w kwietniu 1429 r. Saw Mon odzyskał tron Launggyet, Khayi szybko udowodnił swoją wartość i został następcą tronu. Poślubił on kolejne żony, a wśród nich Saw Pa-Ba i Saw Pyinsa, które pochodziły z królewskiej rodziny Launggyet.

## Panowanie
9 maja 1433 r. Saw Mon umarł w Mrauk U – nowej stolicy, którą założył trzy lata wcześniej. Chociaż miał on trzech synów, tron objął Khayi. Przyjął on także tytuł Ali Khan, ponieważ założone niedawno przez braci królestwo było wasalem Bengalu. Stało się to początkiem „dziwnej anomalii”, polegającej na tym, że buddyjscy królowie Arakanu przyjmowali islamskie tytuły w dodatku do tytułów buddyjskich, a nawet bili medale z kalimą, islamskim wyznaniem wiary zapisanym pismem perskim. Zwyczaj ten został prawdopodobnie wprowadzony początkowo dla wypełnienia zobowiązań wasalnych, jednak w późniejszych czasach był podtrzymywany jako symbol zwierzchności nad Ćottogramem.
Relacja podporządkowania nie trwała długo. Sułtan Jalaluddin Muhammad Shah zmarł w roku 1433, a miejsce na tronie zajmował po nim szereg słabych władców. W roku 1437 Khayi zajął tron Thandwè jednocząc w ten sposób wybrzeże Arakanu, prawdopodobnie po raz pierwszy w historii. Poślubił on także Saw Yin Mi, królową Thandwè. Następnie Khayi zajął Ramu, najbardziej na południe wysuniętą ziemię niegdysiejszego suzerena Bengalu Kroniki arakańskie twierdzą, że w roku 1450 Khayi zajął z powodzeniem Ćottogram. Jednak pierwsza rzeczywista okupacja Ćottogramu miała miejsce dopiero 9 lat później, w roku 1459, kiedy król Ba Saw Phyu odebrał ten port z rąk sułtana Rukunuddin Barbak Shaha.
Nawet, jeśli północne granice jego państwa nie sięgały Ćottogramu, Khayi zapewnił Mrauk U status poważnego królestwa. Królestwo Ava, które zwykło ingerować w sprawy północnego Arakanu (1373–1416) uznało Mrauk U za sobie równe. 24 marca 1455 r. (poniedziałek, 6. dzień Przybywania Księżyca miesiąca Starego Tagu 816 ME) doszło do spotkania na szczycie Khayi i Narapati, na wzgórzu Natyegan przy przełęczy An.
W 1458 r. król ostatecznie ustanowił jednego ze swych synów, Ba Saw Phyu, następcą tronu. Inny z jego synów, Min Swe spłodzony z królową Saw Pyinsa, gubernator Launggyet, oburzony tym wyborem zbiegł do Kale w kraju Szanów, formalnego wasala królestwa Ava. Tam namówił saopha Kale do najazdu na Mrauk U. 12 listopada 1458 r. (niedziela, 6. dzień Przybywania Księżyca miesiąca Natdaw 820 ME), armia Kale dotarła do granic Mrauk U. Pomimo podeszłego wieku, Khayi dowodził siłami Mrauk U z grzbietu swojego bojowego słonia. Armia Mrauk U, ze wsparciem słoni bojowych i kawalerii, zdecydowanie pobiła najeźdźców, z których wielu oddało się do niewoli. Jeńcy zostali osiedleni w regionie nazywanym obecnie Shan-Ywa (Wieś Szanów).

## Śmierć
Król umarł niedługo po walce z Kale, na początku roku 1459, w wieku 66 lat. Na tron wstąpił po nim Ba Saw Phyu.

## Zasługi w dziedzinie kultury
Khayi ufundował Pagodę Nyidaw (dosł. „Pagoda Młodszego Brata”) w pobliżu (bezpośrednio na północ) Świątyni Le-myet-hna zbudowanej przez jego brata Saw Mona.
Najstarsze zachowane dzieło literatury arakańskiej zapisane pismem birmańskim – Rakhine Minthami Eigyin („Kołysanka dla księżniczki Arakanu”) – powstało w roku 1455